# Lawrence Norfolk

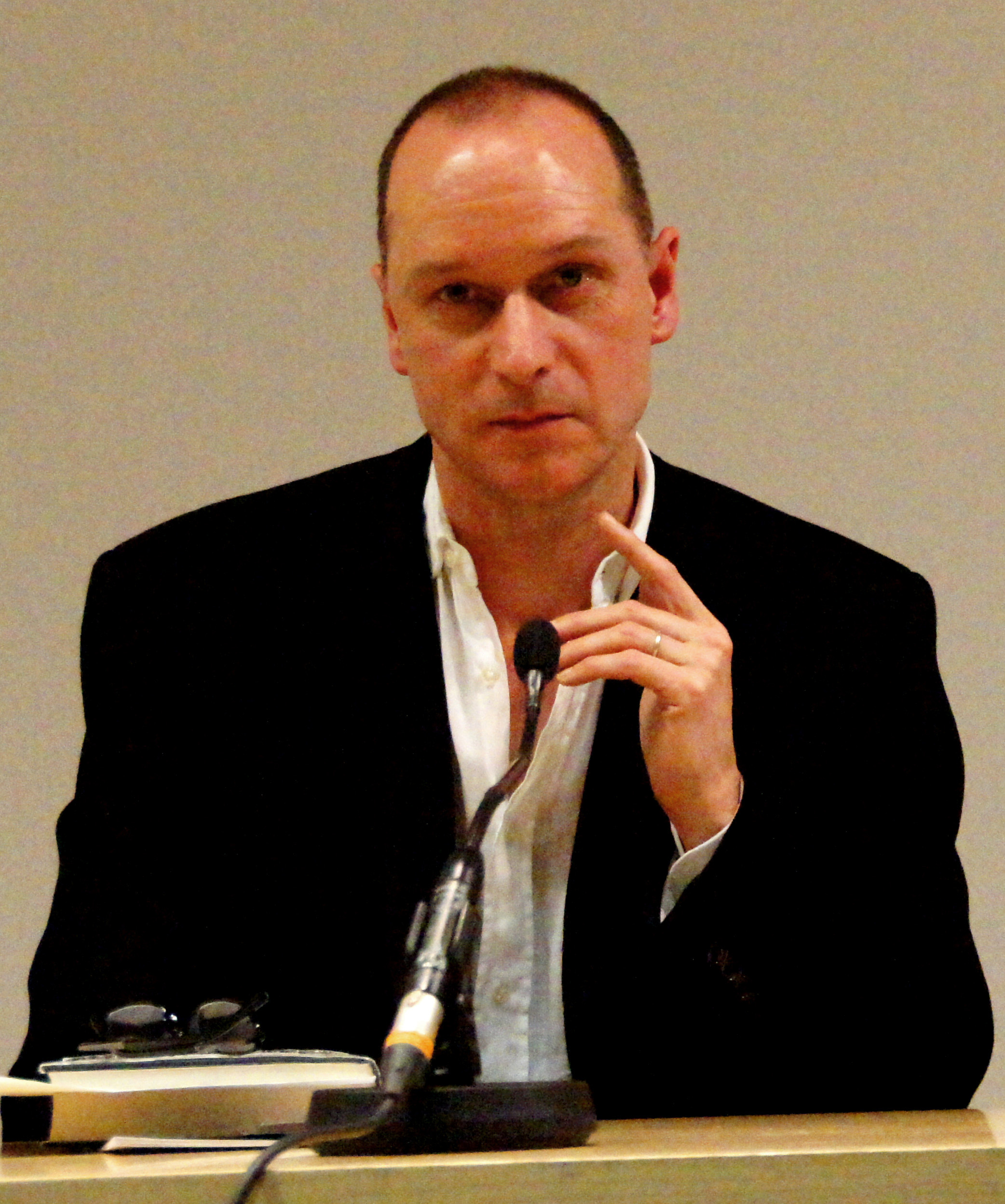
Lawrence Norfolk (2013)

Lawrence Norfolk (ur. 1 października 1963 w Londynie) – brytyjski pisarz, autor historyczno-fantastycznych, dziennikarz prasowy i radiowy.
W dzieciństwie przez trzy lata przebywał z rodzicami w Iraku, po wybuchu wojny sześciodniowej rodzina ewakuowała się do West Country. W 1986 ukończył studia z zakresu literatury angielskiej i amerykańskiej na King’s College London. Był nauczycielem.
W 1992 za powieść Słownik Lemprière'a otrzymał nagrodę literacką Somerset Maugham Award. W 1993 znalazł się na liście dwudziestu najlepszych młodych brytyjskich powieściopisarzy magazynu Granta.
Jest żonaty i ma dwoje dzieci. Mieszka w Londynie.

## Dzieła

### Powieści
- Lemprière's Dictionary (1991; wydanie polskie Słownik Lemprière'a 1995[2])
- The Pope's Rhinoceros (1996)
- In the Shape of a Boar (2000)
- John Saturnall's Feast (2012)

### Opowiadania
- Drug Squad Smeeched My Hoover (1993)
- Eartship (2013)

### Literatura faktu
- Ott's Sneeze (2002)
- Myths and Legends of Ancient Rome (2008)

### Esej
- A Bosnian Alphabet (1993)[3][4]